# Nóvie Sarti
Nóvie Sarti (en rus: Новые Сарты) és un poble de Baixkíria, a Rússia, que en el cens del 2010 tenia 28 habitants. Pertany al districte d'Arkhànguelskoie.